# Милош Орбовић
Милош Орбовић (2. новембар 1993) српски је рукометаш који игра на позицији десног бека. Тренутно наступа за Кринс-Луцерн и репрезентацију Србије.

## Клупска каријера
Каријеру је почео у родном граду где је наступао за Врбас. Након тога је наступао за Војводину са којом је освојио три узастопне титуле првака Србије. Од 2017. до 2019. је наступао за Политехнику, а касније је провео по једну сезону у Бидасои и Мотор Запорожју. Од 2021. године наступа за Кринс-Луцерн.

## Репрезентативна каријера
За репрезентацију Србије је играо на ЕП 2016. и СП 2019. У квалификацијама за ЕП 2022. је постигао 8 голова.

## Успеси
Војводина
- Суперлига Србије: 2014/15, 2015/16, 2016/17.
- Куп Србије: 2014/15.
- Суперкуп Србије: 2014, 2015, 2016.

Политехника Темишвар
- Куп Румуније: 2018/19.